# Livio Stuffer
Livio Stuffer (Ortisei, 4 agosto 1935) è un ex fondista italiano.

## Biografia
Nato nel 1935 a Ortisei, in Alto Adige, a 24 anni ha partecipato ai Giochi olimpici di Squaw Valley 1960, chiudendo 18º con il tempo di 3h20'43"4 nella 50 km.
4 anni dopo ha preso parte di nuovo alle Olimpiadi, quelle di Innsbruck 1964, terminando 22º con il tempo di 1h38'11"0 nella 30 km e 13º in 2h51'04"7 nella 50 km.
A 32 anni ha partecipato ai suoi terzi Giochi, Grenoble 1968, arrivando 26º con il tempo di 2h37'46"6 nella 50 km
Ai campionati italiani ha vinto 13 medaglie: 3 ori (1962, 1963 e 1966), 2 argenti (1964 e 1970) e 2 bronzi (1960 e 1969) nella 50 km, 1 oro (1967), 2 argenti (1960 e 1964) e 1 bronzo (1963) nella 30 km e 1 argento (1959) e 1 bronzo (1969) nella 15 km.